# Санчо II Абарка
Са́нчо II Аба́рка (баск. Antso II.a Gartzez Abarka, исп. Sancho II Abarca; не ранее 935 — декабрь 994) — король Наварры (970—994). Потерпев в первой половине своего правления несколько тяжёлых поражений от мавров и заключив мир на условиях признания себя вассалом и данником Кордовского халифата, Санчо II почти все оставшиеся годы посвятил укреплению и развитию своего королевства, заложив основы будущей гегемонии Наварры среди христианских государств Пиренейского полуострова. Правление короля Санчо Абарки стало временем наивысшего расцвета культуры средневековой Наварры.

## Биография

### Наследник престола
Санчо Гарсес был старшим сыном короля Гарсии I и его первой жены Андреготы Галиндес. В 943 году отец Санчо развёлся с его матерью под предлогом близкого родства с ней, осуждаемого канонами христианской церкви. Несмотря на это, Санчо по желанию отца сохранил статус наследника престола и получил как наследство своей матери Графство Арагон, хотя реальное управление этим графством осталось в руках короля Гарсии I. В 962 году отец, в целях укрепления союза с графом Кастилии Фернаном Гонсалесом, женил Санчо на его дочери Урраке Фернандес, вдове королей Леона Ордоньо III и Ордоньо IV. Попытка второй жены Гарсии I лишить Санчо статуса наследника трона из-за сопротивления короля не удалась, и после смерти отца (22 февраля 970 года) Санчо II Абарка взошёл на престол Наварры. Однако его единокровный брат, Рамиро Гарсес, получил по завещанию отца земли в окрестностях Вигеры, где было образовано зависимое от Наварры королевство Вигера.

### Правление

#### Начало правления
Первые годы правления Санчо II Гарсеса прошли в мире с маврами. В это время все христианские государства Пиренейского полуострова признавали верховный авторитет халифа аль-Хакама II и неоднократно посылали в столицу халифата, Кордову, посольства, чтобы заручиться поддержкой этого правителя. В августе и сентябре 971 года двор халифа посетили два наваррских посольства. Второе возглавлял брат короля Санчо II, Химено, прибывший с многочисленной свитой. На аудиенцию у аль-Хакама II, состоявшуюся 30 сентября, Химено сопровождал специальный консул, постоянно проживавший в Кордове и защищавший при дворе халифа интересы местных христиан. В результате посольств было подтверждено перемирие, заключённое с маврами королём Гарсией I. В 973 году упоминается о новом посольстве короля Санчо II к аль-Хакаму.
В отношении королевства Леон Санчо II продолжил политику своего отца, направленную на поддержание тесных и дружественных связей с Эльвирой Рамирес, которая была регентом при своём несовершеннолетнем племяннике Рамиро III.

#### Война с Кордовским халифатом

##### Битвы при Сан-Эстебан-де-Гормас и Эстеркуэле

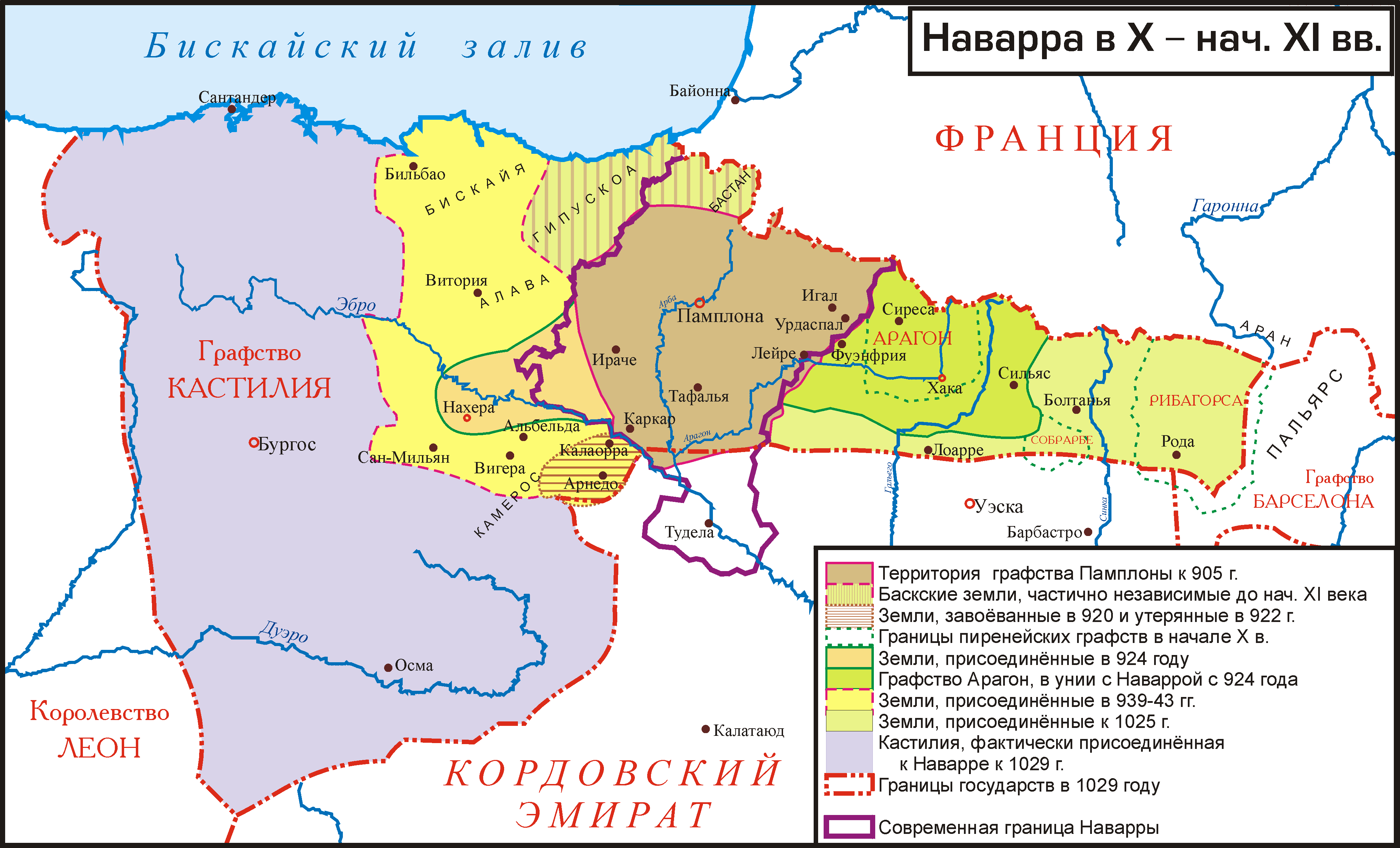
Наварра в X — начале XI веков

Мирные отношения между христианскими государствами Пиренейского полуострова и Кордовским халифатом были разорваны в 974 году, когда граф Кастилии Гарсия Фернандес, узнав о тяжёлой болезни халифа аль-Хакама II и о войне, которую полководцы халифата вели в Ифрикии, атаковал приграничные крепости мавров и одержал несколько побед. В апреле 975 года он осадил хорошо укреплённую мусульманскую крепость Гормас, угрожавшую кастильскому городу Сан-Эстебан-де-Гормас. Попытка военачальника Халиба аль-Насири снять осаду не увенчалась успехом. Он должен был отступить, чтобы дождаться подкреплений. В лагерь графа Гарсии, продолжившего осаду, также прибыло многочисленное подкрепление. Свои войска привели король Санчо II Абарка, правители Леона Эльвира Рамирес и Рамиро III, а также граф Монсона Фернандо Ансурес и граф Сальдании Гомес Диас. Общая численность войска христиан, по рассказам хроник, достигала 60 000 воинов. 18 июня христиане предприняли попытку штурма Гормаса, но понесли большие потери и были вынуждены отступить. Одновременно Халиб, который получил подкрепления от вассалов халифа, напал на лагерь христиан и нанёс им ещё одно поражение. Потеряв бо́льшую часть воинов, христианские правители приняли решение снять осаду, разделили войска и поодиночке двинулись каждый в свои владения. Однако при отступлении они вновь были атакованы маврами: Халиб разбил около Ланги переправлявшееся через Дуэро войско графа Гарсии Фернандеса, а вали Сарагосы Абд ар-Рахман ибн Йахъя ал-Туйби нанёс 6 июля в битве при Эстеркуэле поражение наваррскому войску, которым командовал король Вигеры Рамиро. В битве погибли несколько знатных наваррцев, а сам король Рамиро был ранен. Предполагается, что среди пленных, захваченных мусульманами, мог быть и брат короля Наварры, Химено, который с лета 975 года до самой своей смерти находился в числе наваррских заложников, содержавшихся в Кордове.

##### Походы аль-Мансура

Завоевания аль-Мансура

С 977 года начинается новый этап войн между мусульманами и христианами. В этом году Мухаммад ибн Абдалла ибн Абу Амир, более известный как аль-Мансур (или Альмансор), совершил свой первый поход, во время которого взял Саламанку и в трёх последовательных битвах разбил сначала короля Рамиро III при Сан-Эстебан-де-Гормасе, затем снова графа Кастилии Гарсию Фернандеса у Ланги и Санчо II вновь около Эстеркуэля. В 978 году аль-Мансур совершил ещё один поход в Наварру и дошёл до Памплоны
В 981 году король Санчо II Абарка объединился с графом Кастилии, чтобы не дать возможности аль-Мансуру совершить новый поход в земли христиан, но их войско было разбито при Таракуэнье (около Ретортильо-де-Сории). Несколько дней спустя, когда к остаткам их армий присоединился король Рамиро III, христианские правители снова потерпели от аль-Мансура сокрушительное поражение при Руэде, а затем ещё раз были разбиты под стенами Леона. Только наступление зимы не дало возможности аль-Мансуру уже в этом году захватить столицу Рамиро III, но эти победы позволили военачальнику мусульман взять себе почётное имя «аль-Мансур» («Победитель волей Аллаха»), которое впоследствии полностью вытеснило из употребления его настоящее имя. Короли же Наварры и Леона, лишившиеся почти всех своих войск, были вынуждены заключить мир с Кордовским халифатом на условиях признания себя вассалами и данниками халифа. Король Санчо II Абарка, в качестве гарантии мира, должен был отдать в жёны аль-Мансуру свою дочь Урраку, которая получила новое имя, Абда, и впоследствии стала матерью будущего хаджиба Абд ар-Рахмана Санчуэло.

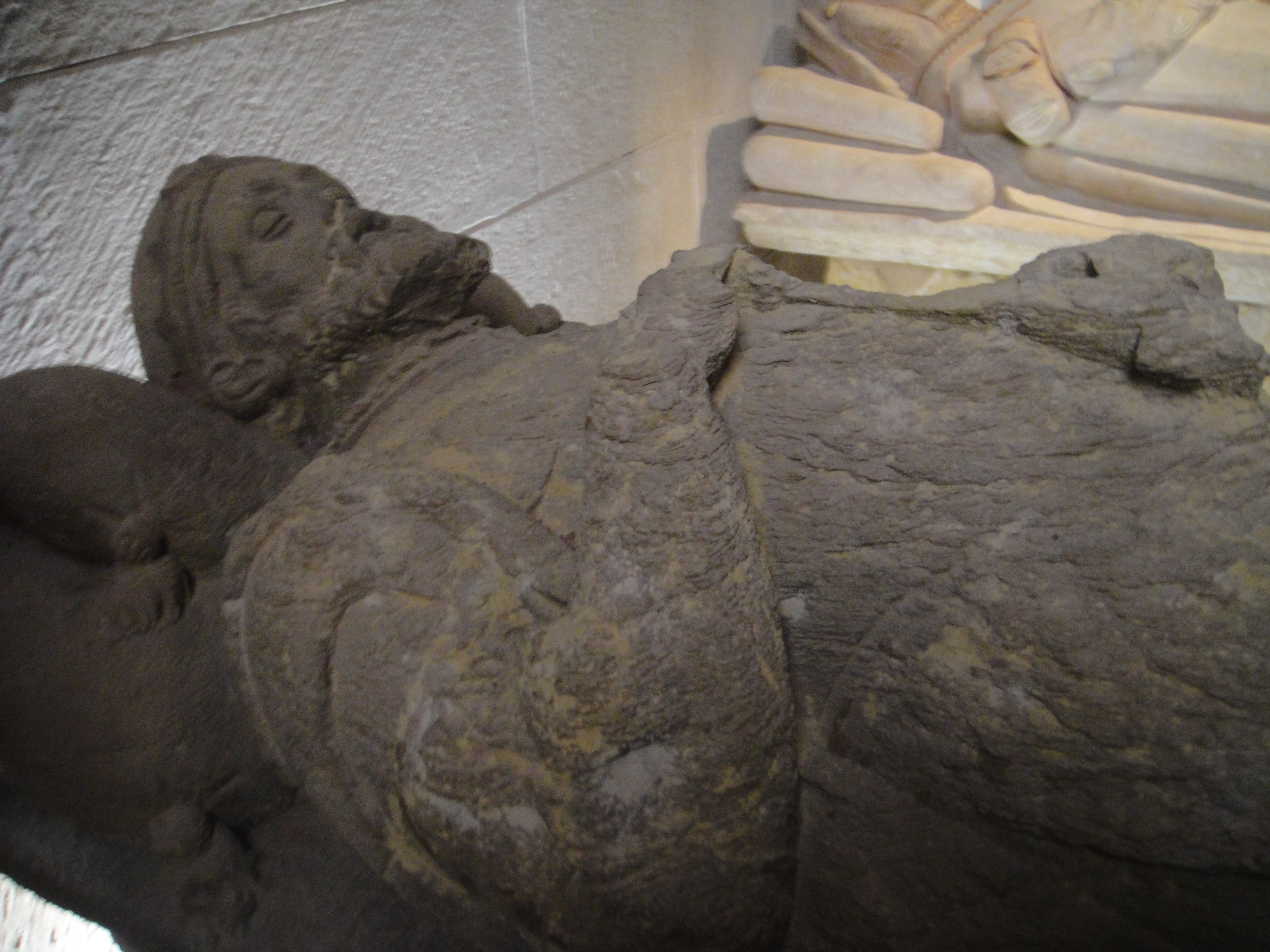
Гробница короля Санчо Абарки

Следующие одиннадцать лет прошли для Наварры в мире с Кордовским халифатом. Только в 992 году, после того как Санчо II Абарка отказался выплачивать ежегодную дань халифу, аль-Мансур совершил два похода на Памплону и вновь заставил короля Наварры возобновить выплату дани. В сентябре 993 года король Санчо II сам приехал в Кордову, чтобы подтвердить свою покорность и лично принести клятву верности халифу. Мусульманские авторы оставили подробное описание приёма короля Наварры у аль-Мансура, состоявшегося 4 сентября, во время которого присутствовавшие на церемонии многочисленные придворные должны были продемонстрировать королю богатство правителей халифата, а многотысячная гвардия хаджиба — силу его войска. Получив богатые подарки, король Санчо II возвратился в свои владения, а в конце года в Кордову приехал его сын Гонсало, который привёз подтверждённые наваррской знатью условия мира с Кордовским халифатом.
Это событие стало последним из дошедших до нас в исторических хрониках известий о правлении короля Санчо II Абарки, который скончался в декабре 994 года. Его останки в настоящее время находятся в возведённом в XV веке на территории монастыря Санта-Мария-ла-Реаль-де-Нахера пантеоне наваррских королей. Престол Наварры по наследству перешёл к старшему сыну Санчо II, королю Гарсии II Дрожащему.

### Семья

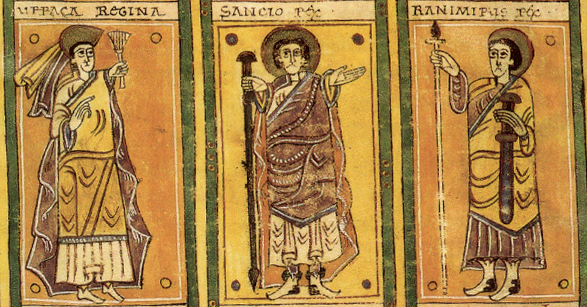
Санчо II Абарка (в центре), его жена Уррака (слева) и брат Рамиро (справа). Миниатюра из «Вигиланского кодекса»

Король Санчо II Абарка с 962 года был женат на Урраке Фернандес (умерла после 1007), дочери графа Кастилии Фернана Гонсалеса. От этого брака у супругов было 7 детей:
- Гарсия II Дрожащий (около 964—1000) — король Наварры (994—1000)
- Рамиро (умер в 992)
- Гонсало (умер в 997) — сеньор Карденьи, возможно граф Арагона под регентством своей матери
- Фернандо
- Майор
- Химена
- Уррака (Абда Басконка) — жена (с 981 года)[4] хаджиба Кордовского халифата аль-Мансура.

### Санчо II Абарка и Церковь
По примеру своих предшественников король Санчо II оказывал покровительство христианским церквям и монастырям, находившимся в его владениях. Вместе со своей женой Урракой он 13 октября 972 года основал монастырь Сан-Андрес-де-Кируэнья, вскоре ставший одним из культурных и религиозных центров королевства. Поддерживая уже существующие монастыри (особенно Сан-Мартин-де-Альбельда и Сан-Мильян-де-Коголья) и епархии (Памплонскую и Нахерскую), Санчо Абарка передал им значительное количество владений и ценностей, что увеличило богатство и влияние этих монастырей и церквей.

### Культура и искусство
Большая поддержка, которую король оказывал монастырям, вызвала настолько бурное развитие наваррской культуры и искусства, что историки считают последнюю треть X века наивысшей точкой развития культуры во всей истории средневековой Наварры. В основу произведений наваррского искусства этого периода лёг синтез культур вестготов, мосарабов и Каролингского возрождения.

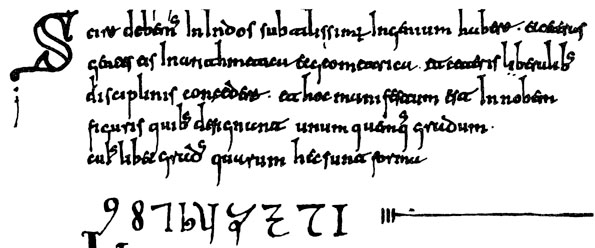
Арабские цифры из «Вигиланского кодекса»

Среди лучших произведений искусства, созданных в это время — «Вигиланский кодекс» (лат. Codex Vigilanus) и «Эмилианский кодекс» (лат. Codex Emilianus), названные так по именам их предполагаемых создателей. Это две иллюминированные рукописи (первая создана в 976 году, а вторая — её копия, созданная в 992 году) из монастыря в Альбельде, богато украшенные миниатюрами на библейские, исторические, а также современные её создателям сюжеты, среди которых и изображения членов королевской семьи Наварры — первые прижизненные портреты монархов христианских государств Пиренейского полуострова, сделанные после мусульманского завоевания. В рукописях содержатся разнообразные исторические материалы, в том числе продолжение одной из наиболее ценных раннесредневековых испанских хроник — «Хроники Альбельды». Кроме того, в «Вигилианском кодексе» находится запись, состоящая из арабских цифр — первое дошедшее до нас изображение этих цифр, происходящее из христианского государства Европы.
В правление Санчо II была создана и ещё одна очень важная для историков рукопись — «Кодекс Роды» (992 год), включающая в себя многочисленные документы по истории Наварры и соседних с ней областей.
Предания также говорят о том, что при Санчо II Абарке впервые появляется в источниках один из самых знаменитых в мире драгоценных камней — Рубин Чёрного Принца, в настоящий момент являющийся частью Короны Британской империи. Согласно наваррским хроникам, этот камень был по повелению короля вделан в хранившийся в его казне золотой крест, украшавший реликварий святого Себастьяна, который при его преемниках был разделён на несколько частей, розданных королями Наварры различным лицам за оказанные этим монархам услуги.

### Прозвище
Точное значение прозвища Санчо — «Абарка» — неизвестно. В современных Санчо II документах это прозвище не упоминается. Оно впервые появляется в хартиях XII—XIII веков, якобы являвшихся точными копиями дарственных актов, данных этим королём различным церквям и монастырям. Однако историки выяснили, что в основе этих хартий не лежат никакие подлинные документы конца X века, и все они являются позднейшими подделками. Большинство современных исследователей считают, что прозвище Санчо получил по названию особого вида сандалий — традиционной обуви баскских горцев, хотя некоторые историки предполагают, что прозвище могло быть образовано от баскского слова, имеющего значение «толстый».

### Королевский титул
Некоторые историки предполагают, что Санчо II Абарка был первым монархом, использовавшим титул «король Наварры». Запись, в которой он так титулован, содержится в дарственной хартии, данной королём в 987 году монастырю Сан-Хуан-де-Пенья. Однако большинство историков считают, что первые достоверные документы с подобным титулом относятся к правлению короля Санчо I Гарсеса, хотя этот титул и не вошёл в постоянное употребление у правителей Наварры вплоть до XIII века и его использование в официальных документах было крайне редко.

## Карты
- Походы Альманзора (981—1002)